# علي الجمبلاطي
علي الجمبلاطي شاعر مصري تخرج في دار العلوم وعمل مدرسا للغة العربية وترقى في عمله حتى وصل إلى وظيفة مستشار اللغة العربية في وزارة التعليم والتربية حيث شارك في تأليف بعض الكتب المقررة في مادته. توفي سنة 1976م، وولد في قرية العزيزيّة الواقعة في المحافظة الشرقيّة بمصر، والتحق في دار العلوم، وتخرّج منها عام 1936م، وفي عام 1957م تمكّن من الحصول على البعثة الداخليّة للوظائف الإشرافيّة العُليا
عمل معلمًا بكلية الأمريكان بمدينة أسيوط، ثم انتقل إلى القاهرة للإشراف على الشؤون الأدبية والدينية بالجامعة الشعبية (الثقافة الجماهيرية)، كما عمل مشرفًا ثقافيًا بجمعيات الشبان المسلمين، وتدرج في وظائف التعليم حتى أصبح مستشارًا للغة العربية والتربية الدينية وأستاذا بكلية التربية - جامعة الأزهر.
كان عضوًا بالمجلس الأعلى للشؤون الإسلامية، وعضو جمعية الأدباء بالقاهرة، كما أسهم في تأسيس جماعة أدباء العروبة.
له ابتهالات وقصائد وأغنيات بثتها الإذاعة المصرية وإذاعة الكويت، بأصوات كبار فناني عصره .
من أشعار علي الجمبلاطي:
رويت أشعار كثيرة للشاعر علي الجمبلاطي، ومنها ما يلي:
-ما أنتِ إلا نبع حب ترتوى
منه النفوس فلا تجل سواك
مهما غنمت من الحياة فلن أرى
شيئا يضارع فى الحياة رضاك
فتقبلى حب القلوب هدية
فلطالما أهديتها نعماك
أنتِ الحياة.. جمالها وبهاؤها
لولاكِ لم ننعم بها لولاك
-ذقت الحياة على يديك وطالمـا
فاضت بمنهلِّ النعيم يـــــداك
يسري حنانك في دمائي مثلمـا
تسري النضارة في الخميل الزاكـي
هيهات توجد في الحيـاة سعادة
إلا إذا جادت بها كفـــــاك
تتهللين إذا ابتسمت وإن بـكت
عيناي فجـرت الأسى عينـــاك
ما أنت إلا نبع حب ترتــوي
منه النفوس فلا تجـل ســــواك
مهما غنمت من الحياة فلن أرى
شيئا يضارع فيـ الحياة رضـــاك
أمــاه أفراح الوجود تجمعت
لـيكون عيد الكون من معنــاك
فتقبلي حب القلوب هــدية
فـلطالما أهديتها نعمـــــاك
أنت الحياة جمالهـا وبهاؤهــا
لولاك لم ننعم بها لـــــولاك